# Pietro Amato Perretta
Pietro Amato Perretta, noto anche con lo pseudonimo di Pier Amato (Laurenzana, 24 febbraio 1885 – Milano, 15 novembre 1944), è stato un magistrato e partigiano italiano.

## Biografia

### Origini e formazione
Pietro Amato Perretta, nome che sarebbe stato poi semplificato in famiglia in Pier Amato Perretta, nacque a Laurenzana, in provincia di Potenza, il 24 febbraio 1885, da una famiglia attiva nella lotta risorgimentale. Il padre, Fortunato Perretta, prese, infatti, parte all'insurrezione lucana nell'agosto 1860 e, come componente la Legione Lucana, partecipò alla battaglia del Volturno e alla presa di Capua. La madre, Vincenzina Romano, apparteneva, poi, ad una famiglia attiva nella Carboneria: infatti i suoi fratelli, entrambi avvocati, erano stati imprigionati per le loro idee politiche e, nel 1848, furono sottoposti a sorveglianza di polizia e carcere coatto.
Perretta si laureò in giurisprudenza il 7 dicembre 1906, all'età di 21 anni, con lode. La tesi di laurea, dal titolo Teoria generale dell'indebito arricchimento civile, ricevette dalla Facoltà proposta di pubblicazione; andò tuttavia parzialmente perduta in seguito ai bombardamenti di Napoli. Ciò nonostante una piccola parte ne fu pubblicata nel 1907, nella "Rivista di diritto e giurisprudenza", con lo stesso titolo della tesi. Nel giugno del 1909 giunse secondo al concorso in magistratura e svolse prima l'attività di uditore presso la Corte d'appello di Napoli, poi, nell'aprile, del 1910 ebbe l'incarico di giudice aggiunto nella Procura di Napoli.

### Vita privata
Nel 1910, il Perretta sposò Gemma De Feo, appartenente a una famiglia avellinese di avvocati e magistrati attivi nella vita politica, tra i quali il senatore Giuseppe Vacca, poi Ministro di Grazia e Giustizia, il senatore Alfonso Rubilli, eletto nel periodo prefascista e successivamente alla Costituente per il Partito Democratico del Lavoro e Nino De Robertis, Consigliere di Cassazione. Dal matrimonio nacquero quattro figli: Lucio Vero (Napoli, 1912), Fortunato Renato Libero Austero (Locorotondo, 1914), Vittoria Elena Antonietta (Conselve, 1916), Giusto Ultimo (Napoli, 1919).

### La carriera in magistratura
Secondo al concorso da magistrato, nell'aprile del 1909 ottenne l'incarico prima di uditore giudiziario presso la Corte di appello di Napoli e poi di giudice aggiunto presso la Procura di Padova.
Nel luglio del 1912, un articolo apparso su "Il Corriere dei Tribunali", in cui prendeva posizione contro una legge in discussione in Parlamento e in difesa dell'indipendenza della magistratura, aprì la lunga serie di contrasti con il potere politico: l'articolo, infatti, suscitò la reazione del procuratore del re presso la Corte di Napoli, Mercuro ed alle accuse Perretta rispose con una lettera di spiegazioni. Mercuro, a quel punto, propose l'archiviazione del caso e dispose che nel suo fascicolo personale fossero conservate le carte inerenti alla questione "a futura memoria dell'uomo e del carattere di lui", spendendo parole molte dure sulla sua personalità, sul suo comportamento e operato.
Al 2º Congresso nazionale della magistratura, fece un lungo intervento sull'autonomia e l'indipendenza del potere giudiziario da quello politico, che gli procurò la stima di Vincenzo Torraca, direttore della rivista "Magistratura", che lo fece entrare nella direzione della rivista.
Nel dicembre dello stesso anno fu eletto nel Consiglio centrale dell'Associazione generale dei magistrati con il massimo dei voti dello scrutinio e, nell'agosto del 1914, nominato pretore presso il Tribunale di Locorotondo, anche in quella sede, nel maggio del 1914, ebbe contrasti notevoli, tanto che fu aperta un'inchiesta dal procuratore del re di Bari Fantoni con l'accusa di fare politica a favore dei partiti dell'opposizione antigiolittiana, anche se il tutto si concluse con l'archiviazione e con la richiesta di trasferimento senza deroga per il magistrato che, secondo la relazione, aveva turbato "l'ordine e la tranquillità" della Pretura. Su sua richiesta, comunque, Perretta fu trasferito a Conselve.

### La Grande Guerra
Il 15 marzo 1915, fu chiamato alle armi nell'VIII reggimento bersaglieri di Verona e fino al 22 ottobre del 1917 rimase in reparti combattenti sul fronte del Cadore, che lasciò, per malattia, dal 17 maggio al 13 giugno 1917. Dall'ottobre 1917, promosso a tenente dei bersaglieri, venne comandato per avvicendamento al tribunale di guerra del 16º Corpo d'armata, un reparto operante in Albania con sede a Valona; dal giugno 1918 come sostituto avvocato militare, inoltre, divenne capitano e, da maggio a ottobre del 1919, operò nel tribunale militare marittimo di Napoli. Gli anni passati al fronte gli valsero diversi riconoscimenti, il grado di capitano e l'accumulo di anzianità ai fini della carriera in magistratura.

### Giudice a Como
Nel febbraio 1921, Perretta venne promosso a giudice e assegnato al tribunale di Como, dove prese servizio il 25 febbraio dopo aver prestato giuramento al re e allo Statuto. In questo periodo cominciò a collaborare con riviste di area antifascista, quali "La Separazione", settimanale romano di area hellesista e "Volontà", rivista di ex-combattenti antifascisti: in quest'ambito, nel giugno del 1923, su "La Separazione", comparve un articolo dal titolo Il viandante smarrito, che conteneva un chiaro riferimento sarcastico a Mussolini, al Partito fascista, al ministro Rocco e alla Confederazione degli industriali: l'articolo, pubblicato anche sul giornale socialista "Il Lavoratore Comasco" all'insaputa dell'autore, fu segnalato direttamente a Mussolini dal prefetto di Como, Maggiotti. Alle accuse Perretta rispose con una lettera, appellandosi ai diritti costituzionalmente garantiti di libertà di espressione e di indipendenza della magistratura.
La vicenda divenne la motivazione ufficiale del ministro Alfredo Rocco, il 22 maggio 1925, per ordinare il trasferimento punitivo di Perretta al tribunale di Lanciano, dove non prese servizio perché in attesa di un chiarimento, alla cui richiesta il ministero competente rispose con un secondo decreto del 20 settembre 1925, con cui veniva dichiarata estinta la nomina per rinuncia: tuttavia Perretta non accolse il decreto, inoltrò al ministro Rocco una richiesta per la sospensione del trasferimento che venne rigettata, fece ricorso direttamente al re Vittorio Emanuele e diffidò il ministro Rocco. Nella lettera a Vittorio Emanuele, infatti, Perretta si appellava all'art. 172 del Testo unico sull'ordinamento giudiziario che disciplinava l'inamovibilità dei giudici e diede una sua spiegazione del trasferimento punitivo chiarendo che si trattava di una rappresaglia politica perché egli si dichiarava apertamente ostile al fascismo. Il 21 settembre Perretta presentò una diffida al ministro Rocco per le ingerenze evidenti nell'iter del ricorso, sostenendo che Rocco, essendo parte in causa non poteva ergersi a giudice, perché in tal modo avrebbe prevaricato il ruolo del re; in effetti, il Consiglio di Stato il 28 dicembre 1925 rigettò il ricorso, ricorrendo nelle motivazioni al fascicolo di Perretta nel quale erano riportate indicazioni sul temperamento del giudice, che sin dai fatti di Locorotondo, si era presentato come "perturbatore degli equilibri all'interno dei corridoi del potere".
Nel 1926, comunque, Perretta lasciava la Magistratura e si iscriveva all'Albo degli avvocati del tribunale di Como, esercitando nello studio dell'ex sindaco socialista della città, Angelo Noseda; nello steso mese, però, venne sospeso dall'Albo per una causa pendente nei suoi confronti.

### Il confino politico
Nei primi mesi del 1926 divenne oggetto delle aggressioni verbali e fisiche delle squadracce fasciste: in effetti, sul giornale dei Fasci di combattimento di Como, "Il Gagliardetto", comparvero diversi articoli non firmati contro di lui.
Il 1º novembre i fascisti, in seguito ad un fallito attentato a Bologna contro Mussolini, organizzarono retate in molte città: a Como, tra le altre cose, misero a soqquadro lo studio Perretta-Noseda e lo stesso giorno Perretta, insieme ad altri 15 antifascisti, fu arrestato e tradotto nelle carceri di San Donnino, restandovi cinque giorni prima di essere rilasciato con misure restrittive. Il 25 novembre, fu arrestato ancora, insieme a don Primo Moiana, e condotto nelle carceri giudiziarie di Potenza: la commissione per il confino di Como gli assegnò due anni di confino di polizia, proponendo Laurenzana come località di destinazione.  Anche contro questo provvedimento Perretta fece ricorso, ma ricevette risposta negativa.
Il confino durò pochi mesi, perché Perretta, per una serie di motivazioni familiari, come i quattro figli a carico e un forte disagio economico, presentò ricorso contro il provvedimento di confino, infine tradotto in domicilio coatto per tre anni a Como. Tuttavia, il provvedimento suscitò forti lamentale da parte dei fascisti comaschi, per cui fu necessario predisporre misure di vigilanza per proteggere Perretta e la sua famiglia da eventuali violenze.
Nel 1927 fu aperta un'inchiesta disciplinare contro di lui dall'istituzione militare con l'accusa di avere svolto attività antifascista: l'inchiesta si concluse nel giugno 1928, con una sospensione temporanea di dodici mesi, anche se nel febbraio 1929 venne riabilitato nel ruolo degli ufficiali di complemento nel grado di capitano.

### L'adesione all'Unione Hallesista italiana
Negli anni Venti, Perretta aderì ad una loggia massonica "che operava in modo piuttosto singolare, alla luce del sole", ossia l'Unione Hallesista italiana. Non è possibile ricostruire per quanto tempo vi aderisse, ma è chiaro che "si trattava di una scelta antifascista, di tipo moderato dato che la massoneria non appoggiava il regime mussoliniano e viceversa", che non operava clandestinamente, mirando ad accrescere il numero dei propri adepti e controllando proprio quella rivista "La Separazione", su cui Perretta scriveva regolarmente e su cui venivano pubblicati articoli sulla situazione politica e interventi teorici di carattere economico.
Il nome derivava dalla parola tedesca Alle, "tutti", anche se nelle intenzioni del fondatore del movimento veniva da Les Halles, dal nome del mercato parigino.
Perretta, a partire dalla sede comasca dell'Unione, tenne conferenze in diverse sedi e scrisse articoli e relazioni. Il suo apparato teorico si rifaceva al pensiero del giurista e filosofo italiano Gian Domenico Romagnosi e al filosofo tedesco Johann Gottlieb Fichte.
Merito di Perretta fu quello di aver avanzato una proposta originale che si richiamava interamente al pensiero economico e filosofico italiano: l'idea di fondo, che si collocava su un piano diverso sia dal capitalismo che dal socialismo, era il principio che l'attività economica non poteva essere regolata dallo Stato ma neanche lasciata alla libera iniziativa del singolo. L'economia civile doveva essere una sintesi collettiva del comportamenti individuali, sicché la civilizzazione era possibile solo se l'utilitarismo della singola persona veniva orientato al soddisfacimento dei bisogni di tutti, in una teoria economica non priva di errori teorici e contraddizioni che, tuttavia, in questa fase storica aveva l'indubbio valore di aprire una discussione su un modello di società alternativo e antitetico rispetto alla politica economica del regime fascista.

### Gli anni trenta e l'esperienza imprenditoriale
Negli anni della piena affermazione del regime fascista e del pieno consenso al regime, la vicenda umana e professionale di Perretta si fece particolarmente difficile.
Per alcuni anni continuò ad esercitare l'attività forense, poi, dal 1935, si lanciò in un'attività imprenditoriale innovativa. Negli anni precedenti si era dedicato a mettere a punto alcuni brevetti o a sperimentarli, in questi anni decide di mettere in pratica le sue competenze economiche e alcune intuizioni e scoperte di tipo scientifico, sviluppando, su piccola scala, la produzione di fibre tessili, in particolare la canapa: anzi, nel 1935 perfezionò un metodo chimico per la cotonizzazione della canapa grazie a cui riuscì a ricavare una fibra corta trasformata ad uso dei cotonifici e una lana artificiale a fibra lunga per le industrie laniere, denominate Coton-it e Lanar. In piena autarchia, Perretta era convinto dell'utilità sociale delle sue invenzioni perché, a suo avviso, l'impiego delle fibre tessili naturali, in particolare la canapa, avrebbe ridotto i costi di produzione e migliorato i profitti di agricoltori e industriali.
Queste idee, espresse nel 1936 al Congresso nazionale dei tessili tenuto a Forlì, erano la base con cui Perretta pensava di suscitare l'interesse delle autorità, dal momento che il suo progetto si conciliava con la politica di autarchia del regime: in realtà, le autorità fasciste non dimenticarono i suoi trascorsi di giudice e militante antifascista e alle sue imprese non vennero mai concesse sovvenzioni, licenze e permessi. Accadde così che quando Perretta rimise in piedi uno stabilimento produttivo a Chignolo Po, la S. A. Coton-It, per mettere
in pratica il suo procedimento di trasformazione dei fasci fibrosi, investendo tutte le risorse economiche della famiglia, fu costretto a constatarne il fallimento, non perché improduttivo, ma a causa di una ritorsione politica: infatti, il ministro dell'agricoltura dell'epoca era Edmondo Rossoni, che nel 1925 Perretta, da giudice al Tribunale di Como, aveva fatto condannare in qualità di presidente della Confederazione delle corporazioni sindacali fasciste di Como e costretto a risarcire due ex-sindacalisti. Il fallimento di questa impresa determinò il disastro economico della famiglia, che fu costretta a mettere in vendita un terreno edificabile in località "Belvedere" ad Albate, una tenuta di famiglia alla quale i Perretta erano affettivamente molto legati. Dopo il fallimento della Coton-It, Perretta si occupò ancora della questione della produzione industriale di fibre tessili, contestando nei suoi contributi teorici, il sistema autarchico e corporativo e la grande industria di regime.

### Nella seconda guerra mondiale
Con l'ingresso dell'Italia in guerra, tutti i figli di Perretta vennero richiamati alle armi, accrescendo le condizioni di indigenza della famiglia. Il figlio Giusto venne fatto prigioniero dagli inglesi a Sidi Barrani nel dicembre del 1940 e i genitori per due mesi non ebbero notizie, anche se in seguito fu possibile iniziare, tra padre e figlio, una sporadica corrispondenza subito intercettata dalle autorità e che fu causa della convocazione di Perretta nel 1942 in Prefettura da parte della commissione provinciale di censura. Nel 1942, ancora, sul fronte greco-albanese morì il figlio Fortunato.
Per iniziativa di Perretta, intanto, si costituì a Como la Lega insurrezionale Italia Libera, movimento politico unitario, anticipazione di quello che sarebbe stato il Comitato di Liberazione Nazionale, una lega costituita sul modello della Carboneria alla quale aderirono laici, liberali, socialisti e cattolici, con lo scopo di approfittare del vuoto di potere successivo all'arresto di Mussolini, avvenuto il 25 luglio 1943, per alleviare i disagi della cittadinanza comasca procurati dalla guerra.
In questa fase di attivismo e frenesia, gli antifascisti comaschi riposero molta fiducia in Pietro Badoglio, mentre il solo Perretta si mostrò più scettico nei confronti del nuovo governo, come si può evincere da una lettera al figlio Giusto prigioniero in India. Tuttavia, fu dopo l'8 settembre che si ebbe la svolta decisiva nella vita di Perretta: infatti, durante una manifestazione organizzata da operai e intellettuali antifascisti, Perretta tenne un coraggioso discorso, invitando i comaschi a recarsi in Prefettura e al Distretto militare per chiedere la consegna delle armi, costituire la Guardia Nazionale e avviare la lotta armata contro fascisti e tedeschi. Dopodiché, seguito da circa duecento persone, Perretta stesso andò in Prefettura per prelevare le armi, senza ottenere nulla, nonostante le promesse..
I fascisti cominciarono a dargli la caccia dalla notte del 9 settembre, senza riuscirvi; Perretta si recò a Cremona nel tentativo di evitare che il figlio Lucio, prigioniero in combattimento, fosse deportato in Germania; non vi riuscì, tuttavia fece perdere le sue tracce ai fascisti che lo pensavano espatriato in Germania, rifugiandosi in Toscana (in una villa di Peccioli, che il genero Raffaele Pinto aveva affittato dal Conte avvocato Giancarlo Pesciolini: qui si trasferirono la moglie, la figlia Vittoria e i nipotini). Dal febbraio 1944 si trasferì a Milano e intensificò l'attività clandestina e cospirativa "operando in principio a stretto contatto con altri esponenti dell'azionismo, poi con una squadra di azione patriottica (Sap) composta da operai della Olap, uno stabilimento che produceva apparecchiature per l'aeronautica tedesca".
Contemporaneamente si iscriveva al Partito Comunista Italiano e diventava partigiano con lo pseudonimo di "Amato": egli a Milano aveva l'incarico di raccogliere fondi e materiali per la resistenza comasca, diventando una figura di riferimento della rete clandestina di reclutamento dalla pianura per la montagna ed operando tra la Lombardia e il Piemonte, mantenendo i collegamenti con la resistenza comasca; anzi, dalla fine del 1944, all'interno della Giunta militare, ramo del Comitato militare del Cnl provinciale, Perretta aveva compiti di collegamento e coordinamento.
La sera del 13 novembre 1944 Perretta venne tradito da una delazione di un partigiano di Cerano: le SS fecero irruzione nel suo nascondiglio in Viale Lombardia a Milano e Perretta, dopo aver provato a gettarsi dalla finestra, venne fermato da una raffica di mitragliatore e trasferito all'Ospedale Niguarda di Milano, dove rifiutò l'operazione al polmone che gli avrebbe permesso di sopravvivere, perché temeva di finire nelle mani dei torturatori nazisti.

## Eredità

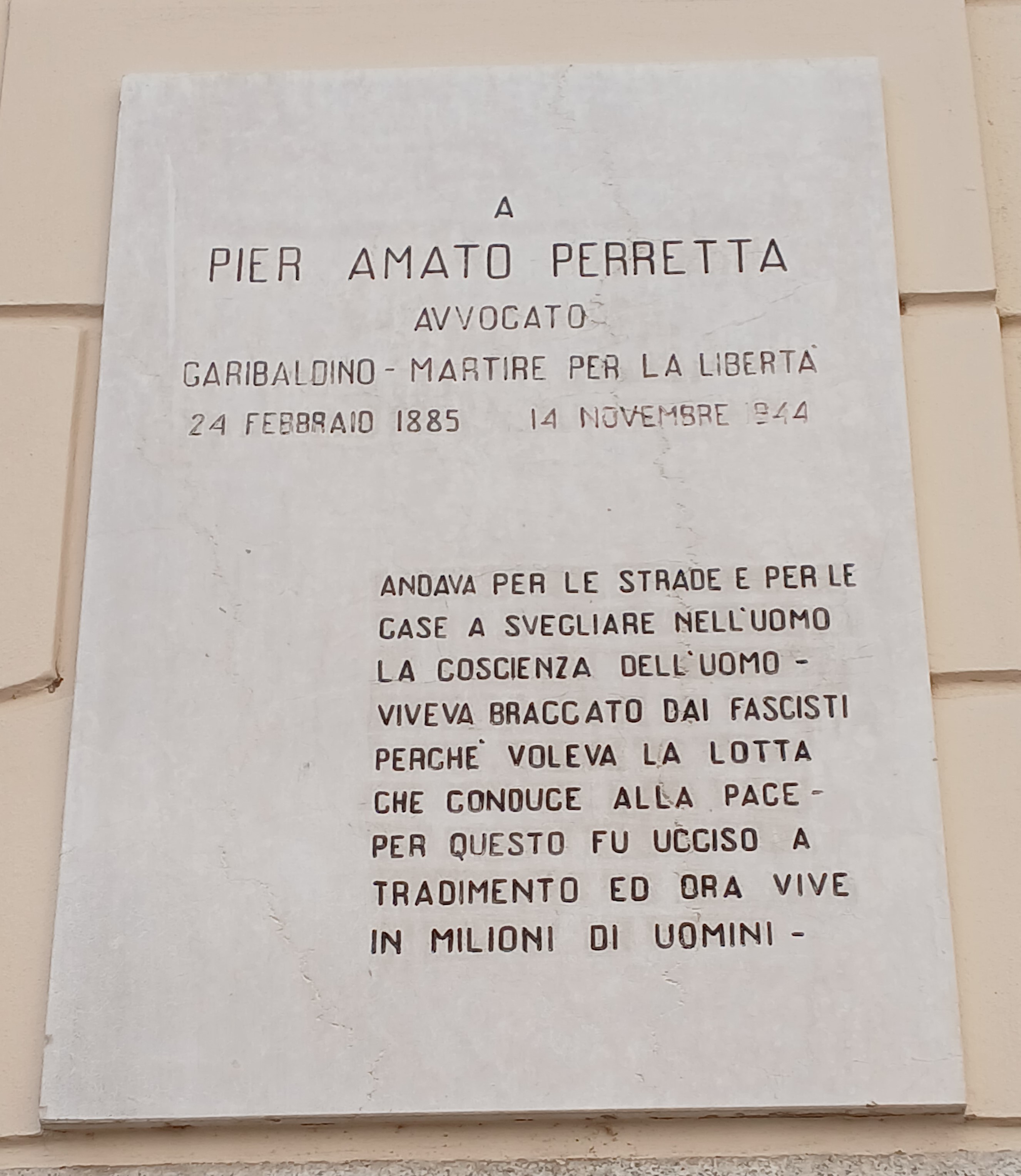
Epigrafe a Como

Pier Amato Perretta, dunque, moriva la mattina del 15 novembre alle ore 7; i familiari, però, non avvertiti della sua morte, avrebbero recuperato la sua salma dopo alcuni giorni all'obitorio del cimitero di Musocco a Milano.
Dopo la morte gli furono tributati molti onori: già nel novembre 1944, dopo la sua uccisione, la Brigata garibaldina alla quale apparteneva prese il suo nome, mentre a Como gli è stata intitolata una piazza, in cui, nel 1950, fu affissa un’epigrafe in suo onore e ancora, nel dicembre 1998, gli è stato intitolato l'Istituto di Storia Contemporanea di Como.
Nel 1946, Perretta venne riabilitato anche sotto il profilo della carriera in magistratura: infatti, il Consiglio di Stato stabilì che nel 1925 era stato sospeso per motivi politici e che, se fosse rimasto in servizio, avrebbe raggiunto il grado di Consigliere di Corte di cassazione.